# Flemingia nilgheriensis
Flemingia nilgheriensis är en ärtväxtart som först beskrevs av John Gilbert Baker, och fick sitt nu gällande namn av Theodore Cooke. Flemingia nilgheriensis ingår i släktet Flemingia och familjen ärtväxter. Inga underarter finns listade i Catalogue of Life.